# A Revolution epizódjainak listája
Ez a lista az Revolution című amerikai sorozat epizódjait tartalmazza. A sorozat 2. évad után végleg befejeződött 2014. május 21. -én. Magyarországon a sorozatot elsőnek az RTL Klub, majd aCool TV sugározta.

## Évados áttekintés
| Évad | Évad | Részek száma | Részek száma | Eredeti sugárzás     | Eredeti sugárzás | Eredeti adó | Magyar sugárzás  | Magyar sugárzás     | Magyar adó |
| Évad | Évad | Részek száma | Részek száma | Évadbemutató         | Évadzáró         | Eredeti adó | Évadbemutató     | Évadzáró            | Magyar adó |
| ---- | ---- | ------------ | ------------ | -------------------- | ---------------- | ----------- | ---------------- | ------------------- | ---------- |
|      | 1.   | 20           | 20           | 2012. szeptember 17. | 2013. június 3.  | NBC         | 2013. június 20. | 2013. augusztus 22. | RTL Klub   |
|      | 2.   | 22           | 22           | 2013. szeptember 25. | 2014. május 21.  | NBC         | 2015. június 1.  | 2015. október 26.   | Cool TV    |

## Első évad (2012-13)
| Sor. | Év. | Cím                                                     | Rendező              | Író                                                         | Premier                               | Nézettség    | Gyártási szám |
| ---- | --- | ------------------------------------------------------- | -------------------- | ----------------------------------------------------------- | ------------------------------------- | ------------ | ------------- |
| 1.   | 1.  | A kezdet (Pilot)                                        | Jon Favreau          | Eric Kripke                                                 | 2012. szeptember 17. 2013. június 20. | 11,65 millió | 101           |
| 2.   | 2.  | A fejvadász (Chained Heat)                              | Charles Beeson       | Eric Kripke                                                 | 2012. szeptember 24. 2013. június 20. | 9,21 millió  | 102           |
| 3.   | 3.  | A múlt árnyai (No Quarter)                              | Sanford Bookstaver   | Monica Owusu-Breen                                          | 2012. október 1. 2013. június 27.     | 8,32 millió  | 103           |
| 4.   | 4.  | A titokzatos medál (The Plague Dogs)                    | Félix Alcara         | Anne Cofell Saunders                                        | 2012. október 8. 2013. június 27.     | 8,01 millió  | 104           |
| 5.   | 5.  | A vonat (Soul Train)                                    | Jon Cassar           | Paul Grellong                                               | 2012. október 15. 2013. július 4.     | 8,61 millió  | 105           |
| 6.   | 6.  | A drogbáró (Sex and Drugs)                              | Steve Boyum          | David Rambo                                                 | 2012. október 29. 2013. július 4.     | 7,90 millió  | 106           |
| 7.   | 7.  | Tökéletes katonák (The Children's Crusade)              | Charles Beeson       | Matt Pitts                                                  | 2012. november 5. 2013. július 11.    | 7,34 millió  | 107           |
| 8.   | 8.  | A vér szava (Ties That Bind)                            | Guy Bee              | David Rambo, Melissa Glenn                                  | 2012. november 12. 2013. július 11.   | 7,10 millió  | 108           |
| 9.   | 9.  | Az áruló (Kashmir)                                      | Charles Beeson       | Jim Barnes                                                  | 2012. november 19. 2013. július 18.   | 7,02 millió  | 109           |
| 10.  | 10. | Túszcsere (Nobody's Fault But Mine)                     | Frederick E. O. Toye | Monica Owusu-Breen, Matt Pitts                              | 2012. november 26. 2013. július 18.   | 8,54 millió  | 110           |
| 11.  | 11. | A szökés (The Stand)                                    | Steve Boyum          | Anne Cofell Saunders, Paul Grellong                         | 2013. március 25. 2013. július 25.    | 7,03 millió  | 111           |
| 12.  | 12. | A bajtárs (Ghosts)                                      | Miguel Sapochnik     | David Rambo, Melissa Glenn                                  | 2013. április 1. 2013. július 25.     | 6,36 millió  | 112           |
| 13.  | 13. | Régi nóta (The Song Remains the Same)                   | John F. Showalter    | Monica Owusu-Breen, Matt Pitts                              | 2013. április 8. 2013. augusztus 1.   | 6,07 millió  | 113           |
| 14.  | 14. | Lépéselőnyen (The Night the Lights Went Out in Georgia) | Nick Copus           | Paul Grellong                                               | 2013. április 22. 2013. augusztus 1.  | 5,88 millió  | 114           |
| 15.  | 15. | Hazatérés (Home)                                        | Jon Cassar           | David Rambo                                                 | 2013. április 29. 2013. augusztus 8.  | 5,49 millió  | 115           |
| 16.  | 16. | Szöktetés (The Love Boat)                               | Charles Beeson       | Melissa Glenn                                               | 2013. május 6. 2013. augusztus 8.     | 6,06 millió  | 116           |
| 17.  | 17. | A leghosszabb nap (The Longest Day)                     | Steve Boyum          | Anne Cofell Saunders                                        | 2013. május 13. 2013. augusztus 15.   | 5,51 millió  | 117           |
| 18.  | 18. | Tortúra (Clue)                                          | Helen Shaver         | Történet: Oanh Ly Tévéjáték: Paul Grellong, Oanh Ly         | 2013. május 20. 2013. augusztus 15.   | 5,64 millió  | 118           |
| 19.  | 19. | Összecsapás (Children of Men)                           | Frederick E. O. Toye | David Rambo, Jim Barnes                                     | 2013. május 27. 2013. augusztus 22.   | 6,32 millió  | 119           |
| 20.  | 20. | A Torony (The Dark Tower)                               | Charles Beeson       | Történet: Eric Kripke Tévéjáték: Eric Kripke, Paul Grellong | 2013. június 3. 2013. augusztus 22.   | 6,17 millió  | 120           |

## Második évad (2013-14)
| Sor. | Év. | Cím                                            | Rendező              | Író                                                                           | Premier                                | Nézettség   | Gyártási szám |
| ---- | --- | ---------------------------------------------- | -------------------- | ----------------------------------------------------------------------------- | -------------------------------------- | ----------- | ------------- |
| 21.  | 1.  | Bosszúhadjárat (Born in the U.S.A.)            | Steve Boyum          | Eric Kripke                                                                   | 2013. szeptember 25. 2015. június 1.   | 6,81 millió | 201           |
| 22.  | 2.  | Fogságba (There Will Be Blood)                 | Phil Sgriccia        | Paul Grellong                                                                 | 2013. október 2. 2015. június 8.       | 5,46 millió | 202           |
| 23.  | 3.  | Vissza az életbe (Love Story)                  | Helen Shaver         | David Rambo                                                                   | 2013. október 9. 2015. június 15.      | 5,45 millió | 203           |
| 24.  | 4.  | Hazafias játékok (Patriot Games)               | Charles Beeson       | Történet: Anne Cofell Saunders Tévéjáték: Anne Cofell Saunders, Paul Grellong | 2013. október 16. 2015. június 22.     | 5,42 millió | 204           |
| 25.  | 5.  | Taktika (One Riot, One Ranger)                 | Frederick E. O. Toye | David Rambo & Ben Edlund                                                      | 2013. október 23. 2015. június 29.     | 5,04 millió | 205           |
| 26.  | 6.  | Halálsoron (Dead Man Walking)                  | Steve Boyum          | Történet: Trey Callaway Tévéjáték: Trey Callaway, Paul Grellong               | 2013. október 30. 2015. július 6.      | 4,87 millió | 206           |
| 27.  | 7.  | A város fogságában (The Patriot Act)           | Omar Madha           | Anne Cofell Saunders, Matt Pitts                                              | 2013. november 6. 2015. július 13.     | 5,21 millió | 207           |
| 28.  | 8.  | Menekülés (Come Blow Your Horn)                | Charles Beeson       | Rockne S. O'Bannon                                                            | 2013. november 13. 2015. július 20.    | 5,17 millió | 208           |
| 29.  | 9.  | Arc a múltból (Everyone Says I Love You)       | Steve Boyum          | Trey Callaway, Paul Grellong                                                  | 2013. november 20. 2015. július 27.    | 5,37 millió | 209           |
| 30.  | 10. | Irány Mexicó (The Three Amigos)                | Charles Beeson       | David Rambo, Anne Cofell Saunders                                             | 2014. január 8. 2015. augusztus 3.     | 5,93 millió | 210           |
| 31.  | 11. | Apák háborúja (Mis Dos Padres)                 | Michael Offer        | Rockne S. O'Bannon, Ben Edlund                                                | 2014. január 15. 2015. augusztus 10.   | 4,78 millió | 211           |
| 32.  | 12. | Járvány (Captain Trips)                        | Steve Boyum          | Paul Grellong, Jim Barnes                                                     | 2014. január 22. 2015. augusztus 17.   | 5,28 millió | 212           |
| 33.  | 13. | Az alku (Happy Endings)                        | Ernest Dickerson     | David Rambo Trey Callaway                                                     | 2014. január 29. 2015. augusztus 24.   | 5,04 millió | 213           |
| 34.  | 14. | Életre-halálra (Fear and Loathing)             | Liz Friedlander      | Anne Cofell Saunders, Matt Pitts                                              | 2014. február 26. 2015. augusztus 31.  | 4,63 millió | 214           |
| 35.  | 15. | Álomcsapda (Dreamcatcher)                      | Roxann Dawson        | Ben Edlund, Paul Grellong                                                     | 2014. március 5. 2015. szeptember 7.   | 4,76 millió | 215           |
| 36.  | 16. | Szövetségben (Exposition Boulevard)            | Nick Copus           | David Rambo, Trey Callaway                                                    | 2014. március 12. 2015. szeptember 14. | 4,63 millió | 216           |
| 37.  | 17. | Rossz döntés (Why We Fight)                    | Frederick E. O. Toye | Rockne S. O'Bannon                                                            | 2014. március 19. 2015. szeptember 21. | 4,26 millió | 217           |
| 38.  | 18. | Merénylet Texasban (Austin City Limits)        | Helen Shaver         | Paul Grellong, Jim Barnes                                                     | 2014. április 2. 2015. szeptember 28.  | 4,40 millió | 218           |
| 39.  | 19. | Bosszúvágy ($#!& Happens)                      | John F. Showalter    | Anne Cofell Saunders, David Reed                                              | 2014. április 30. 2015. október 5.     | 4,32 millió | 219           |
| 40.  | 20. | Mustárgáz (Tomorrowland)                       | David Boyd           | Trey Callaway, Ryan Parrott                                                   | 2014. május 7. 2015. október 12.       | 3,78 millió | 220           |
| 41.  | 21. | Rendhagyó szövetség (Memorial Day)             | John F. Showalter    | David Rambo, Ben Edlund                                                       | 2014. május 14. 2015. október 19.      | 3,91 millió | 221           |
| 42.  | 22. | Kockázatos lépés (Declaration of Independence) | Charles Beeson       | Rockne S. O'Bannon, Paul Grellong                                             | 2014. május 21. 2015. október 26.      | 4,13 millió | 222           |